# Helius harrisi
Helius harrisi là một loài ruồi trong họ Limoniidae. Chúng phân bố ở miền Australasia.